# Sarudi Gábor
Sarudi Gábor (Bölcske, 1948. február 14. – 2024. január 3. vagy előtte) magyar gyártásvezető, filmproducer.

## Életpályája
Szülei Sarudi István és Kovács Gabriella voltak. 1954–1962 között Gyönkön járt általános iskolába. 1962–1966 között a Zalka Máté Gimnázium diákja volt. 1966–1968 között Budapesten elvégezte a Nyomdaipari  Iskolát, és az Atheneum Nyomdában dolgozott, 1968–1970 között sorkatonai szolgálatot teljesített. 1970–71-ben az Ikarus programozója volt. 
1971–1976 között a Mafilm világosítója, 1976–1978 között gyártási gyakornoka, 1978–1981 között felvételvezetője volt. 1981–1984 között a Színház- és Filmművészeti Főiskola gyártásszervező szakán tanult. 1984–1991 között a Mafilm gyártásvezetője volt. 
1991-től haláláig független producer volt.

## Filmjei
| - Egészséges erotika (1985) - Szeleburdi vakáció (1987) - Moziklip (1987) - Zuhanás közben (1987) - Faludy György, költő (1988) - Mielőtt befejezi röptét a denevér (1989) - Tanmesék a szexről (1989) - Az én XX. századom (1989) - Recsk 1950-1953, egy titkos kényszermunkatábor története (1989) - Hagyjátok Robinsont! (1989) - 'Hol zsarnokság van' (Egy bíró visszaemlékezései) (1989) - A távollét hercege (1991) - Csapd le csacsi! (1992) - Éljen anyád! (1992) - A csalás gyönyöre (1992) - A nagy postarablás (1992) - OsztálySORSjegy (1996) - Csinibaba (1997) - Retúr (1997) - Zimmer Feri (1998) - A rózsa vére (1998) - Nekem lámpást adott kezembe az Úr Pesten (1999) - Macerás ügyek (2001) - Bizarr románc (2001) - Tamara (2002) - Az a nap a mienk (2002) - Szent Iván napja (2003) - Az ember, aki nappal aludt (2003) - Rinaldó (2003) - A mohácsi vész (2004) - Európából Európába (2004) - Megy a gőzös (2007) - Búcsú (2007) - Banovich (2007) - Casting minden (2008) - Vadlány – Boszorkánykör (2009) - Tüskevár (2012) - Magic Boys (2012) - Csonka délibáb (2015) - A Sátán fattya (2017) | - Mérgezett idill (1983) - Priváthorvát és Wolfram barát (1992) - Rúzs (1994) - Út a paradicsomba (1995) - Júliusban (2000) - A szalmabábuk lázadása (2001) - Csontváry (2002) - Erdély 1956 (2004) - A vélt szabadság ára (2006) - Elindultam szép hazámból (2007) - Vacsora (2008) - BUÉK! (1978) - Magyar rapszódia (1979) - Vámmentes házasság (1980) - A zsarnok szíve, avagy Boccaccio Magyarországon (1981) - Kettévált mennyezet (1982) - Szívzűr (1982) - Viadukt (1983) - Szeretők (1984) - A vörös grófnő (1985) - Gyerekrablás a Palánk utcában (1985) - A három testőr Afrikában (1996) |

## Díjai
- Közönség díj (1992)
- Rózsási György-díj (2002)